# 玫瑰营主教座堂
玫瑰营主教座堂，圣母玫瑰主教座堂，是中国内蒙古自治区的一座著名天主教堂，天主教集宁教区的主教座堂，位于乌兰察布市察哈尔右翼前旗玫瑰营镇。

## 历史
1874年，蒙古主教、比利时圣母圣心会传教士巴耆贤上任后，派刘振林神父从蒙古贵族手中购买七苏木，设立传教公所，招徕农民，创建教友村庄，根据玫瑰经而命名为玫瑰营。一直沿用至今。
1899年，圣母圣心会在此兴建欧式的玫瑰营教堂，青砖砌筑，铁瓦覆顶，1900年和1907年两次扩建。周围又陆续增建诊所、修道院、孤儿院、神学院、育婴院等共500多间，形成完整的建筑群。1929年2月8日，由西湾子教区分出绥东五县，成立天主教集宁教区，由国籍神父接管，首任主教张智良。主教座堂設在玫瑰营教堂。第二任主教樊恒安扩建了主教府，又新建钟楼、修女院。
玫瑰营天主教建筑群在抗日战争和文化大革命期间幸免于难，1949年以后被学校、医院、供销社和粮站占用，年久失修，仅有主礼堂尚属完整。